# Content-Management
Content-Management (CM) ist ein Sammelbegriff für Tätigkeiten, Prozesse und Hilfsmittel, die den Lebenszyklus digitaler Informationen in Form von Unterlagen und Dokumenten unterstützen. Ein Content-Management-System (CMS) organisiert diese Tätigkeiten und archiviert die Inhalte. Die digitalen Informationen – Text, Bild, Audio, Video – werden oft als Content (Inhalt) bezeichnet, sie können als Dateien vorliegen, die einzeln verarbeitet werden oder auch als zusammenhängende Dateisysteme wie Webseiten (Hypertext) oder in strukturierter Form wie in Datenbanken.

## Content-Lifecycle
Der Lebenszyklus solcher Unterlagen und Dokumente durchläuft typischerweise sechs grundlegende Phasen:
1. Erzeugung
2. Überarbeitung
3. Veröffentlichung
4. Übersetzung
5. Ablage und Archivierung
6. Ausscheidung

Content-Management ist durch kooperative Prozesse und Tätigkeiten gekennzeichnet. Oft finden sich folgende grundlegende Rollen:
- Autor – verantwortlich für die Erzeugung und Überarbeitung des Contents
- Herausgeber – verantwortlich für die Feinarbeit an der Unterlage und für die Art und Weise der Veröffentlichung
- Verleger – verantwortlich für die physische Herausgabe des Contents
- Administrator – verantwortlich für die Verwaltung verschiedener Ausgaben des Contents sowie für dessen Speicherung, so dass er aufgefunden und weiterverarbeitet werden kann.

## Versions-Management
Ein kritischer Faktor beim Content-Management ist die Verwaltung der verschiedenen Versionen, siehe dazu auch Versionskontrolle. Die automatisierten Prozesse im Rahmen eines Content-Managements werden durch Content-Management-Systeme (CMS) unterstützt.